# Nucourt
Nucourt is een gemeente in het Franse departement Val-d'Oise (regio Île-de-France) en telt 779 inwoners (1999). De plaats maakt deel uit van het arrondissement Pontoise.

## Geografie
De oppervlakte van Nucourt bedraagt 7,6 km², de bevolkingsdichtheid is 102,5 inwoners per km².

## Verkeer en vervoer
In de gemeente ligt het gesloten spoorwegstation Nucourt.
De onderstaande kaart toont de ligging van Nucourt met de belangrijkste infrastructuur en aangrenzende gemeenten.

## Demografie
Onderstaande figuur toont het verloop van het inwonertal (bron: INSEE-tellingen).